# 파워라이브
파워라이브는 OBS 라디오에서 평일 오후 4시 4분, 주말 오후 4시에 방송된 프로그램이다.

## 역사
2025년 4월 20일 봄 개편으로 인해 뉴스 & 뮤직 후속 프로그램으로 편성되었다.

## DJ
- 서린 (전 가비앤제이 멤버, 경기방송 여우야, 음악공작소 진행)

## 역대 방송시간
| 방송 채널  | 방송 기간              | 방송 시간                                             |
| ---------- | ---------------------- | ----------------------------------------------------- |
| OBS 라디오 | 2025년 4월 21일 ~ 현재 | 평일 오후 4:04 ~ 저녁 6:00 주말 오후 4:04 ~ 저녁 6:00 |